# Liase
Liases são enzimas que adicionam ou removem elementos de água, amônia ou dióxido de carbono.

## Nomenclatura
A determinação do nome das enzimas é normatizada por um comitê especializado , o Nomenclature Committee of the International Union of Biochemistry and Molecular Biology (NC-IUBMB).

### Classes de Liases
- EC4.1 - Liases carbono-carbono
- EC4.2 - Liases carbono-oxigênio
- EC4.3 - Liases carbono-nitrogênio
- EC4.4 - Liases carbono-enxofre
- EC4.5 - Liases carbono-halogênio
- EC4.6 - Liases carbono-fósforo
- EC4.99 - Outras liases